# Julia Kerr

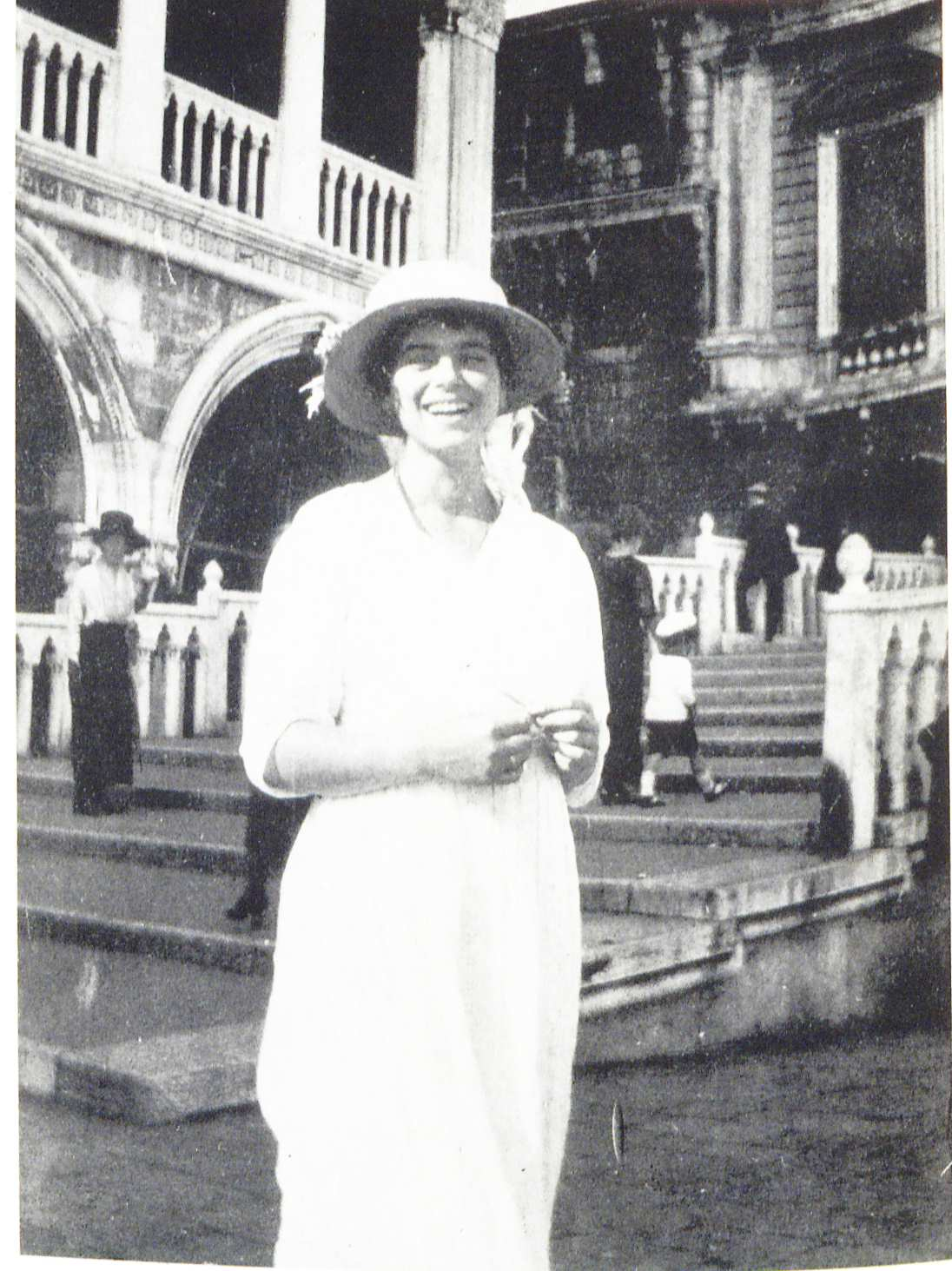
Alfred Kerr fotografierte Julia Kerr 1920 auf ihrer Hochzeitsreise an der Ponte della Paglia in Venedig

Julia Anna Franziska Kerr (* 28. August 1898 in Wiesbaden als Julia Anna Franziska Weissmann; † 3. Oktober 1965 in Berlin-Charlottenburg) war eine deutsche Komponistin. Sie war die zweite Gattin von Alfred Kerr, mit dem sie die Kinder Michael und Judith Kerr hatte. Als Komponistin nutzte sie auch den Namen Julia Kerwey.

## Leben
Julia Weismann war Tochter des Juristen und preußischen Staatssekretärs Robert Weismann und dessen Ehefrau Gertrud, geborene Reichenheim. Ihr Bruder Dietrich „Diez“ Weismann (1900–1982) wurde Geiger und war Lehrer am Stern’schen Konservatorium. Julia studierte unter anderem bei Wilhelm Klatte in Berlin Musik und heiratete dort 1920 den Theaterkritiker Alfred Kerr.
Weil sie Juden waren, musste die Familie Kerr aus Deutschland fliehen. Nach einem Aufenthalt in der Schweiz zogen sie nach Frankreich und schließlich 1935 nach England. In London musste Julia Kerr ihre in ärmlichen Verhältnissen lebende Familie mit kümmerlichen Sekretariatsarbeiten über Wasser halten, eine Kompositionstätigkeit war zu dieser Zeit nicht möglich. Nach Kriegsende arbeitete sie als Dolmetscherin und Sekretärin beim Nürnberger Kriegsverbrecherprozess; „eine patente Frau“ nennt sie Robert Kempner in seinen Memoiren.
Später lebte Julia Kerr wieder in Berlin, wo sie ab 1958 als freie Dolmetscherin für Englisch und Französisch im Dienst des Senats von Berlin offizielle Gäste begleitete. Bei „der Erfüllung ihrer dienstlichen Aufgaben“ erlitt sie 1965 einen Herzinfarkt und starb an den Folgen im Krankenhaus Westend.

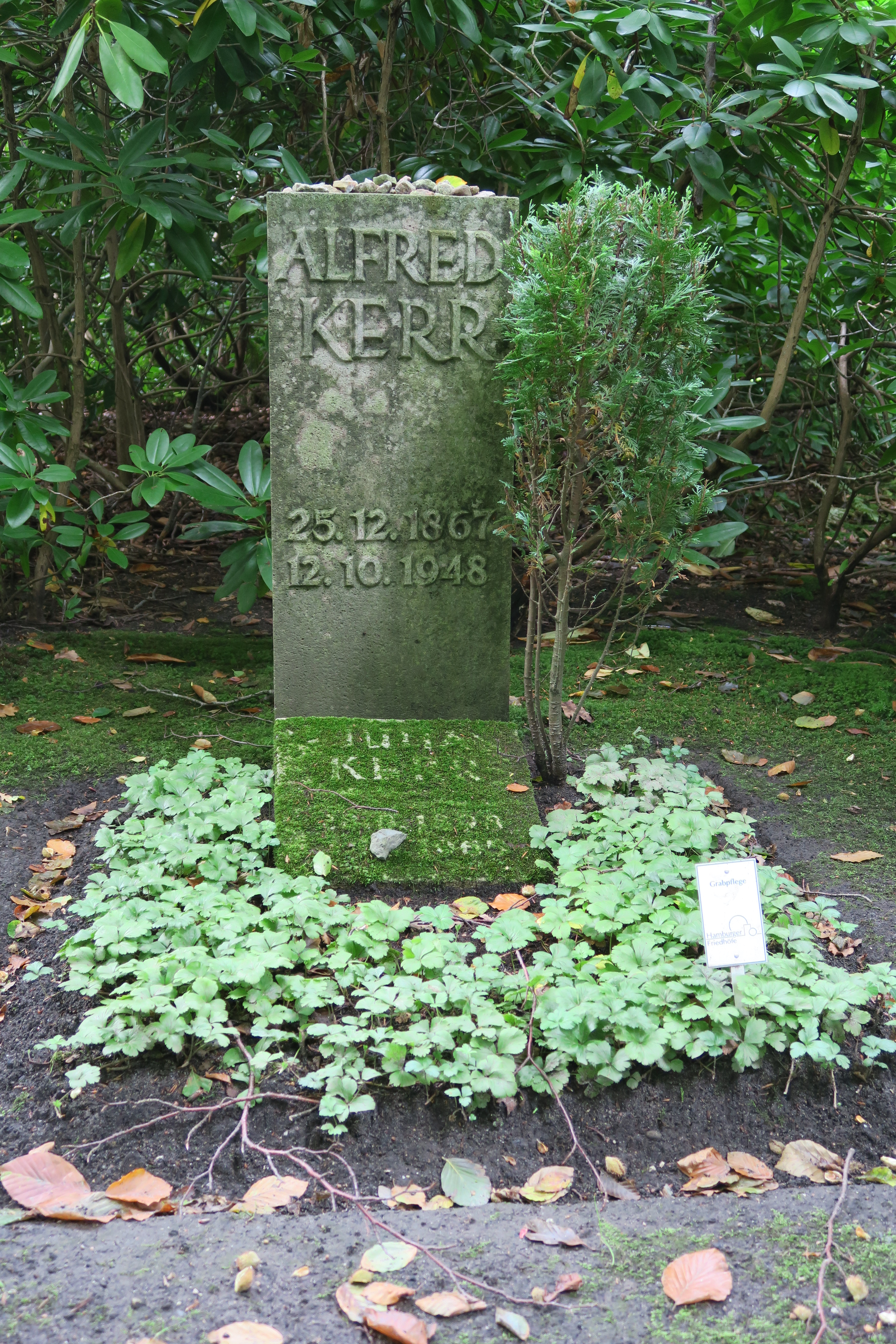
Grab von Alfred und Julia Kerr auf dem Friedhof Ohlsdorf

Begraben wurde sie an der Seite ihres Mannes auf dem Hamburger Friedhof Ohlsdorf (Lage Z21–217).

## Werke
Kerrs erste Oper war Die schöne Lau, eine Märchenoper in sechs Bildern nach Eduard Mörikes Dichtung. Das Libretto schrieb Aenne von Below. Die schöne Lau war die erste Oper, die in Deutschland im Rundfunk uraufgeführt wurde: die Funk-Stunde Berlin sendete sie am 3. Februar 1928 unter der Leitung von Selmar Meyrowitz mit Tilly de Garmo in der Titelpartie, die szenische Erstaufführung folgte am 12. Mai 1929 im Mecklenburgischen Staatstheater Schwerin.

Die Aufführung ihrer zweiten Oper Der Chronoplan, zu der ihr Mann 1929 das Libretto begonnen hatte, verzögerte sich aufgrund der Emigration. In dieser Oper ging es um eine von Albert Einstein erfundene Zeitmaschine, die George Bernard Shaw zu einer Begegnung mit Lord Byron verhelfen sollte. 1947 wurden die Pläne wieder aufgenommen, auch hier fand die Uraufführung im Radio statt: im Dezember 1952 sendete der Bayerische Rundfunk das Werk erstmals als Funkfassung.
Neben Opern komponierte Kerr auch Lieder, oftmals auf Gedichte ihres Gatten.

## Tondokumente
- Der Chronoplan. Oper in 3 Akten, ca. 60 Minuten. Mit Karl Ostertag (Tenor), Karl Schmitt-Walter (Bariton), Margarete Kißling-Rothärmel (Sopran), Renate Gebel (Alt)  u. a. Münchner Philharmoniker, Hans Altmann (Dirigent). Aufnahme: 28. Mai 1952, München, Deutsches Museum, Kongresssaal. Bayerischer Rundfunk, Studioproduktion. Ursendung am 5. Dezember 1952. Archivnummer DK015990 W01.